# NGC 560
NGC 560 é uma galáxia lenticular (S0) localizada na direcção da constelação de Cetus. Possui uma declinação de -01° 54' 45" e uma ascensão recta de 1 horas, 27 minutos e 25,3 segundos.
A galáxia NGC 560 foi descoberta em 1 de Outubro de 1785 por William Herschel.